# Bonbon ange
bonbon ange（ボンボン アンジュ）は、日本の女性アイドルグループ。

## 概要
上野アメ横を世界にPRするローカルアイドルというコンセプトで2014年に結成。グループ名はフランス語のbonbon=キャンディ（飴）、ange=天使から「アメ横の天使」を意味する。
アメ横アイドル劇場設立に伴いプロジェクトがスタート。 アメ横アイドル劇場が2015年9月で閉館した後は、JR御徒町駅南口にあるおかちまちパンダ広場や、マツザカヤ屋上ステージで定期公演をおこなっていた。
2020年以降活動休止となっていたが、2023年に新体制で再デビュー。

## 来歴

### 旧bonbon ange
2014年9月、オーディションにより選抜されたメンバー5人により結成。
2014年10月18日、アメ横高架下で行われるイベント「占ナイト」で初お披露目。
2014年11月15日、アメ横アイドル劇場でデビューライブを開催。
2015年8月末に一期生が卒業。新メンバーのオーディションを開始。
2016年4月10日、おかちまちパンダ広場にて鈴木美菜代と山蔭華の2名が初ステージ。 
2016年7月、蒼井みわが加入。
2017年3月、小川真央が加入。
2017年5月6-7日、台湾の台北世界貿易センターでおこなわれた台北国際観光博覧会（2017TTE）のメインステージ及びビジット・ジャパン・キャンペーンブースにてライブパフォーマンスをおこなった。。
2017年7月、蒼井みわが卒業。
2017年10月、小川真央が卒業。
2017年11月、鈴木美菜代、山蔭華が卒業。
2018年8月、池田百が上野恩賜公園水上音楽堂にて初ステージ。
2019年12月、池田百が卒業、グループ活動休止。

### 新bonbon ange
2023年、旧1期生の小泉花恋・旧2期生の鈴木みなよの2人で再始動、6月17日に上野恩賜公園・台湾フェスティバル TOKYO2023出演。
メンバー募集を経て、5人体制で8月20日に上野水上音楽堂にてプレデビュー、9月30日に上野音横丁にて正式デビュー。
2023年12月、寺田珠乃が脱退。
2024年3月、新メンバーに小林都、清園ゆうりの加入を発表。
2024年4月13日、秋葉原GALAXY「コイズミ春のパンダ祭り」にて6人体制で活動開始。
2024年9月28日の主催ライブをもって鈴木みなよ、桃乃れいが活動終了。それが理由かは不明だが30日をもって黒川、清園が活動辞退。
10月に小林が活動辞退、現体制終了。小泉は後継グループ『ANGEL CANDY』加入、11月より活動。公式アカウントについてはbonbon angeに関する投稿がすべて削除される。

### 旧メンバー
旧bonbon ange
- 高橋由佳
- 藤井悠乃
- 山崎朱梨
- 斎藤翔子（天海つばめ）
- 蒼井みわ
- 小川真央
- 山蔭華
- 池田百
- 小泉花恋

## 作品
- アメヨコ☆メルシー (2014.11)
- rainy magic(2014.12)
- エスペランサ(2017.2)

## 出演

### テレビ
- 出没!アド街ック天国（テレビ東京）
- おはよう日本（NHK）
- ザ・スカウト（日本テレビ）
- ズームインサタデー（日本テレビ）
- イキマチDON!DON!（J:COM）
- デイリーニュース（J:COM）

### インターネット配信
- 南波一海のアイドル三十六房（2023年10月5日、タワレコTV）

### 雑誌
- 上野・御徒町ウォーカー
- TRASH-UP!!

### 新聞
- 日本経済新聞
- 朝日新聞
- 東京スポーツ
- 産経スポーツ